# Lázně Ostrožská Nová Ves
Sirnaté lázně Ostrožská Nová Ves jsou lázně na Slovácku patřící do Ostrožské Nové Vsi v okrese Uherské Hradiště. Jedná se o místo s přírodním vývěrem sirnaté vody sirhydrogenuhličitano-vápenatosodno-hořečnatého typu. Oba léčivé prameny jsou studené a hypotonické.

## Poloha
Lázně se nachází necelé 2 km od centra obce. Najdeme zde autobusovou i železniční zastávku. Prochází jimi včelařská cyklostezka, která přímo navazuje na síť vinařských cyklotras. Poblíž lázní vede silnice I/55 a železniční trasa, proto bylo nutné během první velké rekonstrukce soukromým majitelem vystavět protihlukovou zeď. Asi kilometr od lázní se nachází devítijamkové golfové hřiště a štěrkopísková jezera vhodná ke koupání, rybaření i kanoistice (každoročně se zde koná oficiální Mistrovství Moravy v kanoistice i kategorii dračích lodí). Návštěvníci se mohou též ubytovat v multifunkčním areálu Slováckého dvora např. v chatách s rybářskými baštami. Nedaleko od areálu můžeme najít letiště Kunovice využívané hojně parašutisty.

## Historie
Lázeňství v Ostrožské Nové Vsi má tradici již od roku 1903, kdy byly potvrzeny na popud místního rodáka dr. Františka Botka léčivé účinky pramenů, jež vyvěraly v bažině nedaleko obce (dnes oblast přírodní památky Lázeňský mokřad). Malé lázně se rozrostly v roce 1923 o novou budovu a roku 1929 se již v lázně mohli pacienti léčit dohromady ve 22 koupelových kabinách.
V devadesátých letech 20. století došlo k privatizaci lázní. Nový majitel zahájil rekonstrukci, která vyvrcholila vystavením nové hlavní lázeňské budovy roku 2000. O rok později došlo k rekonstrukci dvou blízkých vilek Vlasta a Šárka, kde mohou pacienti naleznout další dvoulůžkové pokoje. V roce 2011 došlo k další velké rekonstrukci lázní – přistavěna byla kolonáda a restaurace.

## Služby
Areál lázní obklopuje park se vzácnými dřevinami o rozloze cca 10 ha vhodný k procházkám i odpočinku. Uvnitř areálu můžeme najít novou restauraci, jež doplňuje hotel ležící naproti lázním přes silnici, a též malý obchod. Sportovní vyžití v areálu zajišťuje tenisový kurt s umělým osvětlením nebo ruské kuželky.
Kapacita lázní je 170 osob. Prameny pomáhají lidem s problémy s pohybovým ústrojím, klouby nebo kůží. V hlavní budově je pacientům k dispozici taktéž malý plavecký bazén.

## Památky
- Kostel svatého Václava - pozdně barokní jednolodní podélná stavba s odsazeným trojbokým kněžištěm; postavil ji Karel Wister před rokem 1771 na místě pozdně gotického chrámu téhož zasvěcení, který byl jakožto ruina roku 1770 zbořen. V první polovině 20. století byla na jihozápadní straně ke kostelu přistavěna kaple a věž zvýšena o hodinové polopatro. Obraz sv. Václava na hlavním oltáři namaloval  František Přeček z Kroměříže roku 1893. Ve věži visí dva zvonyː Svatý Václav a Svatá Ludmila, oba odlili Gabriel Knoss a Rudolf Manoušek mladší roku 1970.
- Památník obětem 2. světové války (1946) ve Lhotské ulici, s bustou T.G. Masaryka, podle Vincence Makovského ji vytesali Jaroslav Foltýn a Jan Habarta.
- Zvonice – stála uprostřed ulice zvané Dědina; měla kapli z roku 1827 a  věž s barokním zvonem od Zikmunda Kerckera z roku 1723. Roku 2007 byla zbořena.[1]

## Kultura
O prázdninových víkendech se zde každých 14 dnů konají koncerty lidové hudby, tzv. lázeňské zpívání.

## Galerie

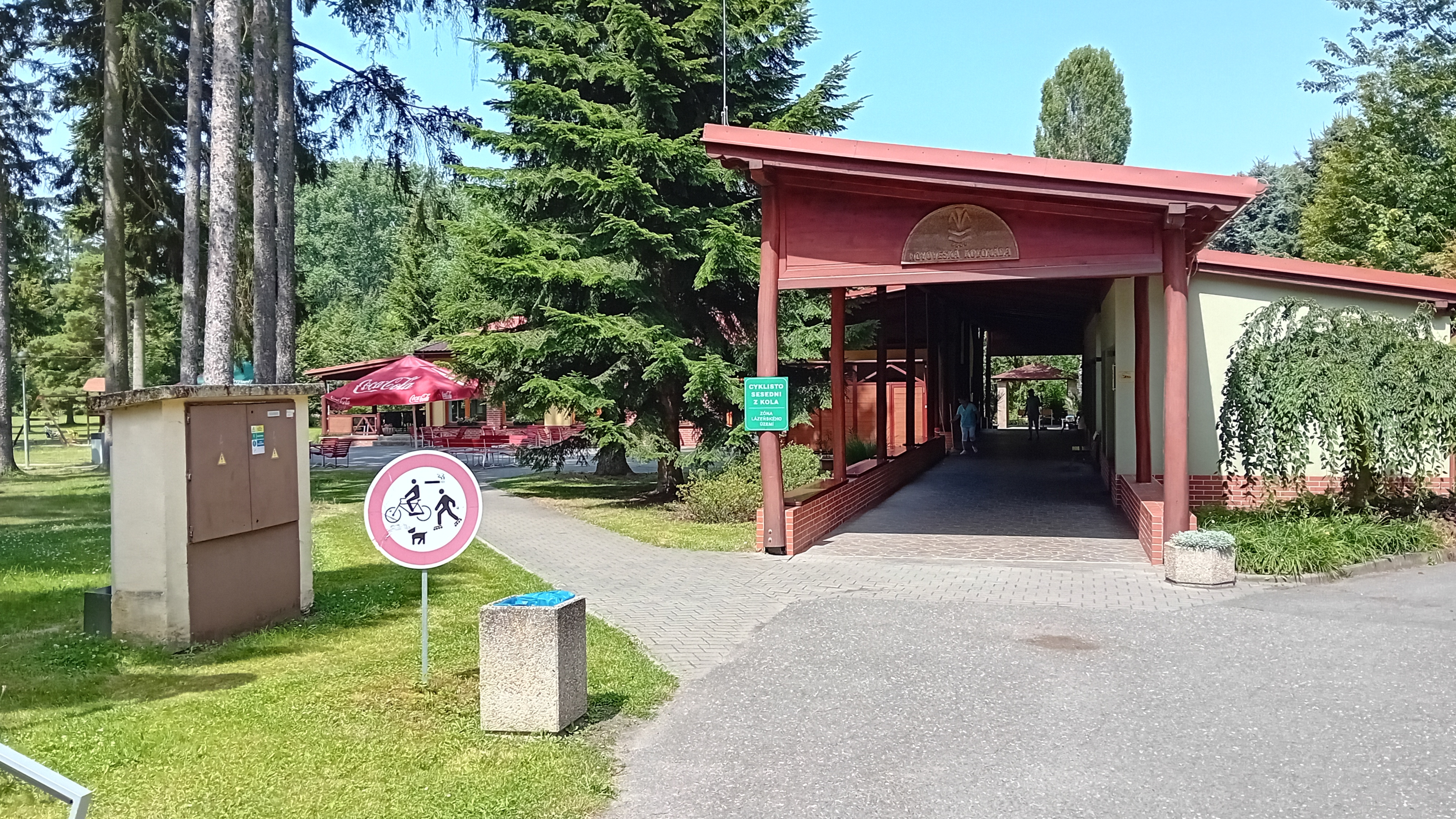
Kolonáda
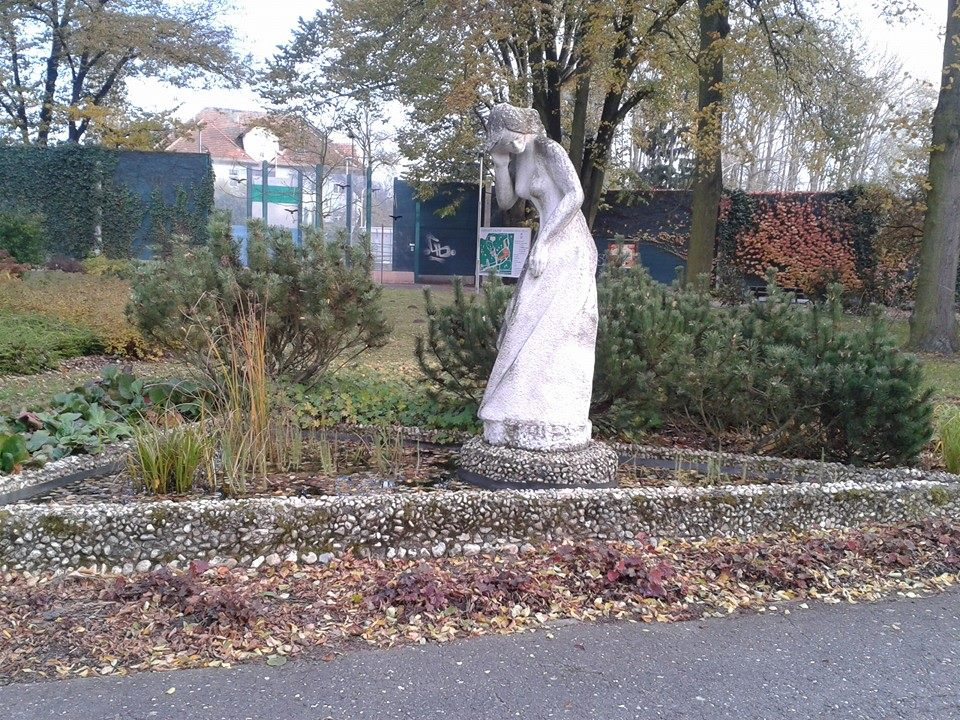
Socha v lázeňském areálu
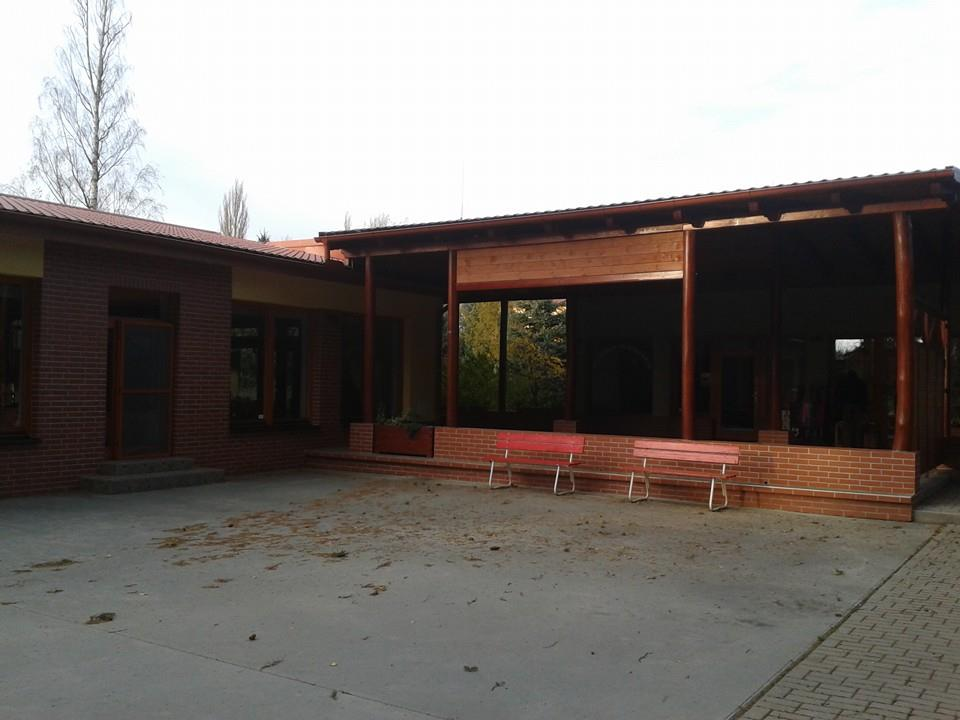
Podium
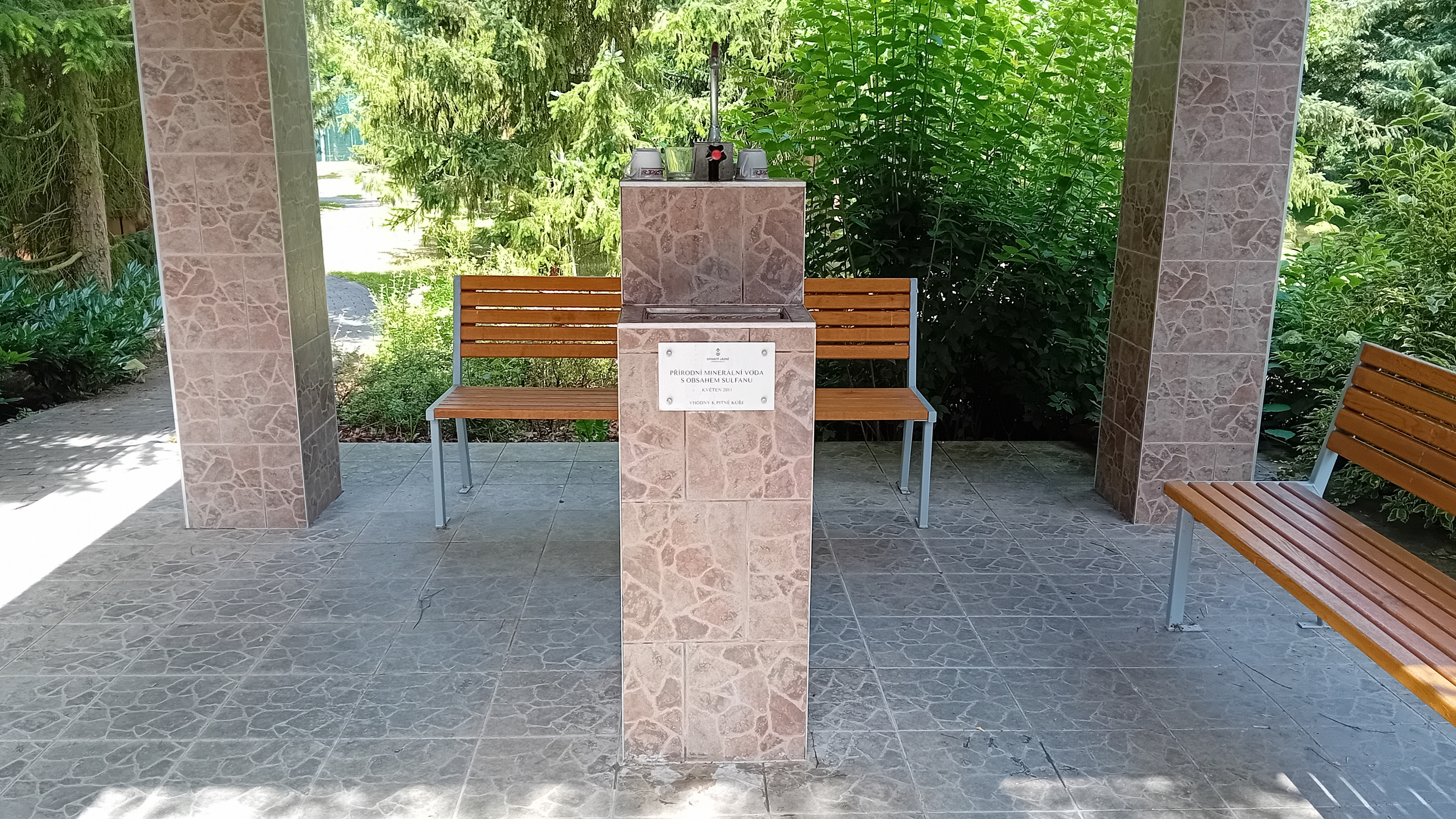
Lázeňský pramen
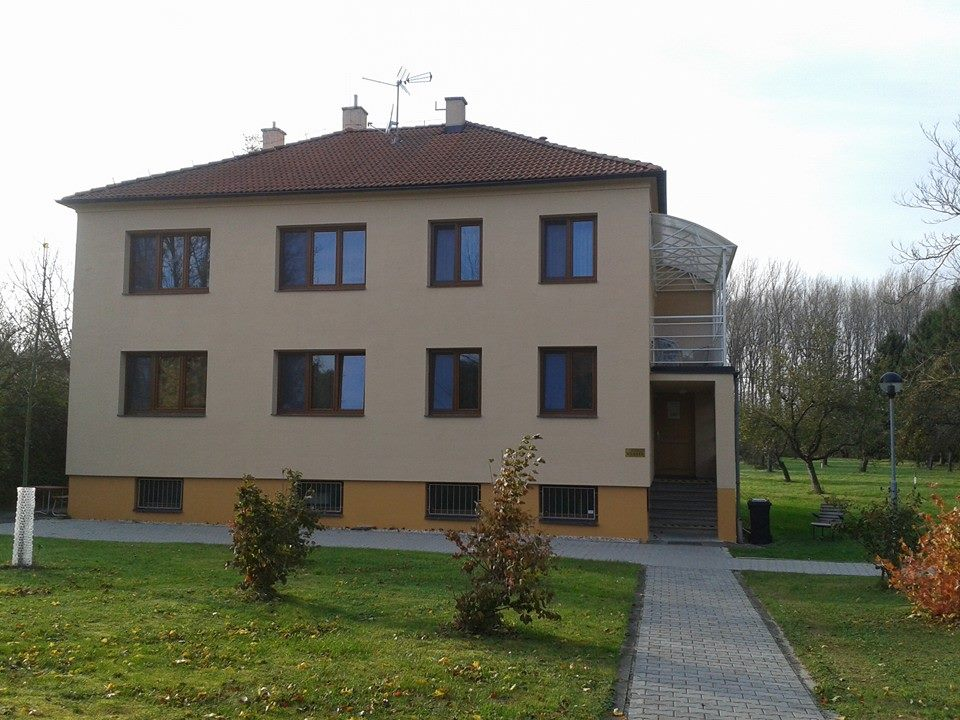
Vila Vlasta
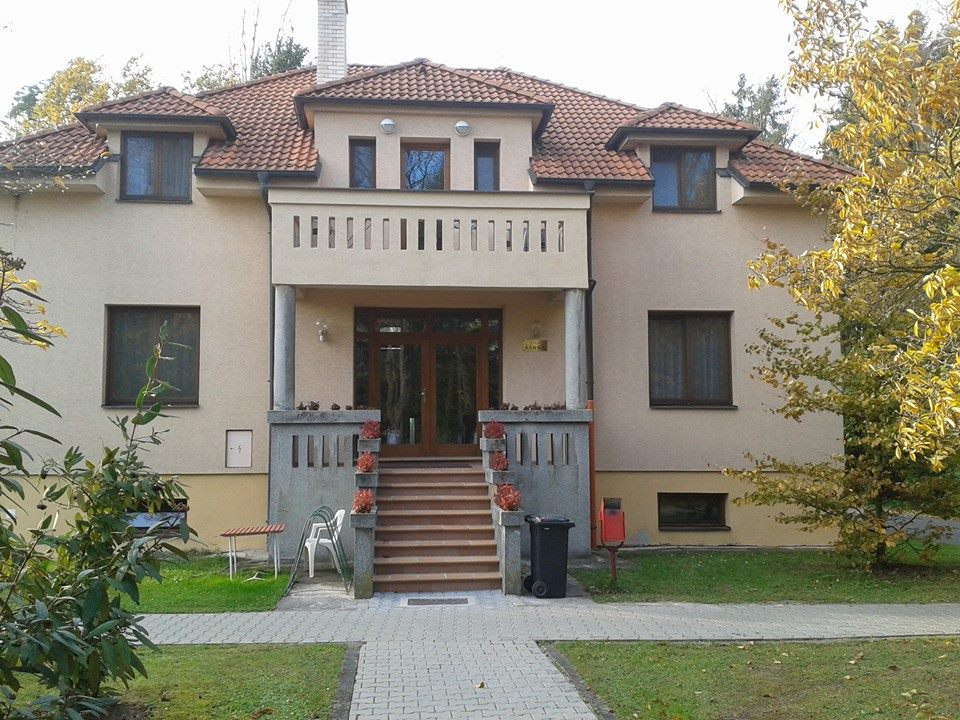
Vila Šárka